# Szent Miklós-templom (Tallinn)
A tallinni Szent Miklós-templom (észt nyelven Niguliste kirik) jelenleg egyházművészeti múzeum, illetve koncertterem. 1997 óta az óvárossal együtt a világörökség része.
A templomot a Gotland szigetéről származó német kereskedők építették a 13. század elején Szent Miklós, a hajósok védőszentje tiszteletére. Eredetileg erődítményhez hasonlított, de a századok során többször átépítették és bővítették. A déli oldalon elhelyezkedő Szent Antal-kápolna a gótika, az északi oldali előcsarnok a reneszánsz stílus emléke. A templom Tallinnban egyedüliként vészelte át a reformáció képrombolását: a gyülekezet vezetője ólmot öntetett a zárba, így a rombolók nem tudtak bejutni. A főoltár (a lübecki Herman Rode mester alkotása 1482-ből) Szent Miklós életéből vett jeleneteket ábrázol. A 15. század végi Mária-oltárt Bruges-ből hozták. Úgy tartják, hogy ugyanaz a névtelen művész készítette, mint aki a Lucia legendát. A Szent Antal-kápolnában tekinthető meg a lübecki Bernd Notke (1440-1509) festett Haláltánc, amely szintén a 15. század végén készült.
A templom egyik kápolnájában található Charles Eugène de Croÿ herceg, tábornagy (1651–1702) sírja. Croÿ hercege császári szolgálatban a török elleni magyarországi háborúk és cári szolgálatban a nagy északi háború hadvezére volt.
Az 1944-es bombázások során a templom súlyosan károsodott, de renoválták. 1982-ben tűz ütött ki az épületben, de ismét helyreállították.
Az óváros történelmi értékeinek megőrzéséhez paradox módon, szándékai ellenére a szovjet fennhatóság is hozzájárult, ugyanis nem fordítottak figyelmet a régi épületekre, és a város fejlesztését is hanyagolták. Mindezek következtében az épületek nagy része hosszú ideig eredeti állapotában maradhatott fenn.

## Források

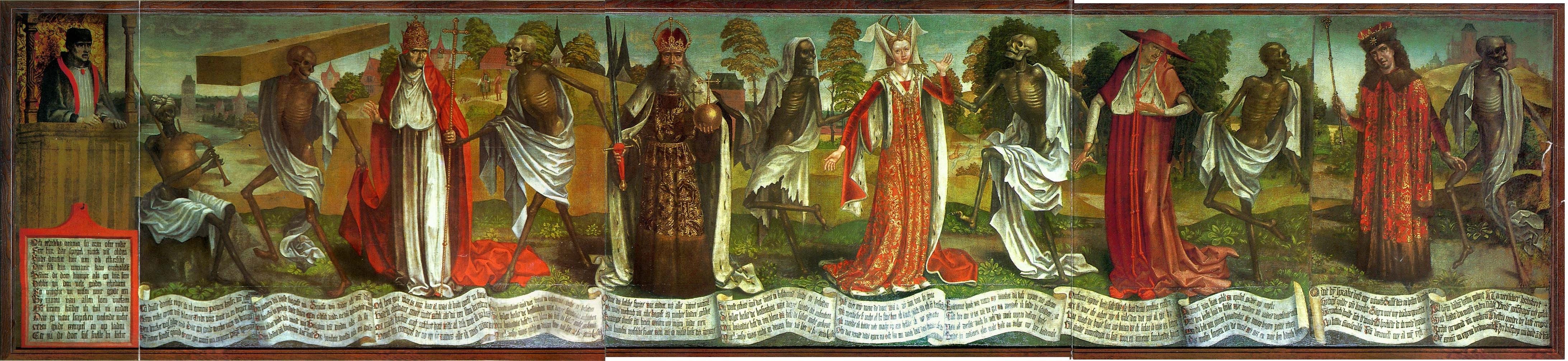
Bernt Notke: Haláltánc